# Венді Слай
Венді Слай  (англ. Wendy Sly, 5 листопада 1959) — британська легкоатлетка, олімпійська медалістка.

## Виступи на Олімпіадах
| Олімпіада         | Дисципліна         | Місце |
| ----------------- | ------------------ | ----- |
| Лос-Анджелес 1984 | біг на 3000 метрів | 2     |
| Сеул 1988         | біг на 3000 метрів | 7     |